# 服部正 (構造エンジニア)

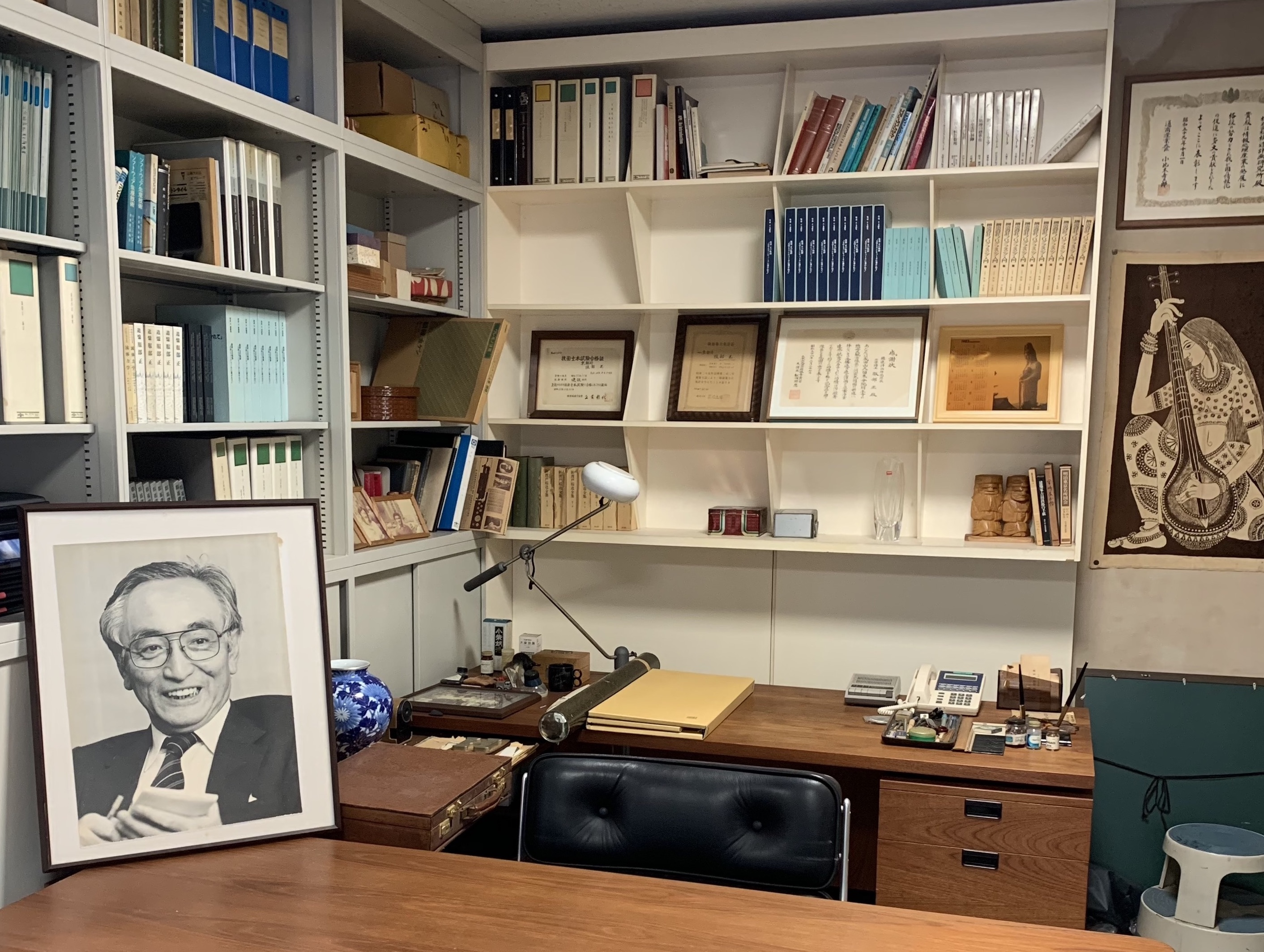
服部正の執務スペースを再現したメモリアルルーム（構造計画研究所 本所新館）

服部 正（はっとり まこと、1926年8月7日 - 1983年1月29日）は、日本の建築構造エンジニア、工学者。株式会社構造計画研究所を創業。建築物の構造計算にコンピュータを日本で初めて導入した。また、構造設計事務所を設立し、技術コンサルティングビジネスを確立し、知業のビジネス展開で活躍した人物。工学博士。

## 経歴
1926年8月7日、東京都港区青山にて、父和三郎、母和子の長男として生まれる。5才で父を亡くす。柳原白蓮の門下に入った母のもとで文筆力を鍛える。
港区立青南小学校卒業後、1944年に開成中学校卒業（同期に渡邉恒雄）。山梨高等工業高校を経て、1951年東京工業大学建築学科卒業。谷口忠教授の下で建築構造解析を専攻する｡ 卒業後は日本電信電話公社建築局に就職。その後東京工業大学に戻り無給の助手。夜間高校教員をしながら研究に勤しむ。
1956年、服部正構造計画研究所を設立。同研究所は1959年には株式会社構造計画研究所に改称。熊本城の再建等の一連の城郭建築の構造設計を担当し、電子計算機活用の必要性を強く感じる。
1959年から1960年にかけて米国を視察、イリノイ大学ニューマーク教授の元を訪れ、構造工学への電子計算機導入を決意。通産省に計算機輸入の許可申請を提出し、1961年から、真空管式電子計算機IBM1620を導入、モジュール・プログラミングという手法を独自に編み出し、コンピュータによる構造解析を受託開始。以降は構造解析用言語を開発。
1966年、坂倉準三らと高速道路料金ゲートなど高速道路諸施設を手がける。
1975年、藤本盛久や須藤福三らと日本建築学会に電子計算機利用懇談会を発足させる。同懇談会は1978年に電子計算機利用委員会へと発展した。
また、1960年代末からは、富士通池田敏雄常務と連携し、国産コンピュータの生産にも寄与。当時、通産省の平松守彦らとミニコンピュータ国策会社、日本ミニコンピュータ株式会社を設立。米国Data General社の日本での生産をシャープの佐々木正、タケダ理研の武田郁夫らと立ち上げた。
1972年には、ソフトウェア技術の日本での確立を目指し、日本ソフトウェア産業振興協会の会長として、ソフトウェア業の産業育成を主導した。1969年、多摩美術大学建築科で教えた。
1983年1月29日、肝臓の病により56歳で急逝。2年後に発行された追悼集『追憶 服部 正』には、国内外の学会・政界・産業界から100を超える寄稿が掲載されている。

## 著書
- 『コンピューターによる構造数値解析法』（彰国社、建築構造学大系 8、1968年）
- 『構造設計プログラミング入門』 (日刊工業新聞社、1969年)
- 『骨組構造解析 コンピュータによる構造工学講座2-1-B』（培風館 共著、1971年）
- 『コンピュータ飼育術』（朝日新聞社、1971年）
- 『システム建築論：建築における情報システム』（社団法人日本建築学会、現代の建築論、主集建築論、建築雑誌、1972年7月）
- 『建築構造物の応力解析』（日本建築学会 共著、1974年）